# ミゾ国民戦線

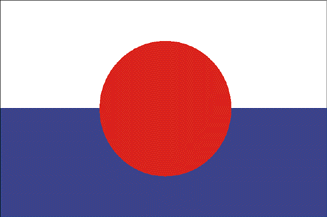
MNF党旗

ミゾ国民戦線（Mizo National Front、略称：MNF）は、ミゾラム州（インド）の地域政党。MNFは1959年にアッサム州のミゾ族地域における飢饉へのインド中央政府の無策に対する抗議のために、Pu Laldengaによって設立されたミゾ国民飢餓戦線（Mizo National Famine Front）から発展した。ミゾ国民飢餓戦線は、1966年に大規模な暴動を繰り広げ、続く数年間に渡り地下活動を行った。1986年、ミゾ協定がインド政府と締結され、分離主義と暴力を放棄した。
MNFは選挙に勝利し、ミゾラム州で2回政府を組織した（一度目はLaldenga（1986–1988）、その後はゾラムタンガ（1998–2008）の下で）。2008年の選挙では強い逆風を受け、3議席しか獲得できなかった。
2007年までは東北地域の諸政党によって構成されるNorth-East Regional Political Frontに所属していた。この団体は国民民主同盟を支援している。

## 発足
1959年、ミゾ丘陵地帯はミゾの歴史においてマオタムとして知られる大飢饉に襲われていた。この飢饉の原因は竹の花の開花に帰せられる。これによって莫大な数のネズミの大発生がおきた。竹の種を食べた後、ネズミたちは作物を目指して小屋や家屋に溢れかえり、村々に居座った。このネズミの大群による被害は凄まじく、極めて僅かの収穫しか得られなかった。生き残るため、多くのミゾ族はジャングルから木の根や葉を集めたが、相当数の餓死者を出した。1955年には、ミゾ文化協会（Mizo Cultural Society）が結成されており、Laldengaはその書記（Secretary）であった。1960年3月、ミゾ文化協会は名称をマオタム戦線（Mautam front）と改めた。1959年から1960年の飢饉の間、この協会は早急な救援を要求し、あらゆるセクションの人々の関心を引くことに成功した。1960年9月、この協会はミゾ国民飢餓戦線（Mizo National Famine Front、MNFF）と言う名前を採用した。数多くのミゾ青年（Mizo Youth）が米や生活必需品を内陸の村々に運ぶのを支援したことで、MNFFは声望を上げた。

## 地下活動
元々、ミゾラムでの厳しいマオタムの飢饉の間、人々をその苦痛から救う支援をするために組織されたミゾ国民飢餓戦線は、1961年10月22日にミゾ国民戦線（MNF）へと改組された。最初に選出されたOB指導者は、代表（President）にLaldenga、副代表（Vice President）にJF Manliana、将軍にSecy. R. Vanlawma、そして会計係（Treasurer）にRochhinga という陣容であった。そして当時のインド政権の飢饉への対処は、人々を幻滅させていた。分離主義と武装した暴動の波が、ミゾ族の中で高まっていた。1966年、MNFはインド政府に対する大規模な暴動を先導したが、ミゾ地区の行政権を確保することには失敗した。分離主義運動はその後約20年程続いた。

## 和平合意

ミゾラム州の位置

1986年6月30日、この反乱はミゾ国民戦線の地下政府とインド政府の間でのミゾラム平和協定（ミゾ協定）の調印と共に最終章を迎えた。この平和協定の条項により、ミゾラムは1987年2月に独立した州の地位を与えられた。Laldengaは州首相となったが、病気のためすぐに権力を失った。

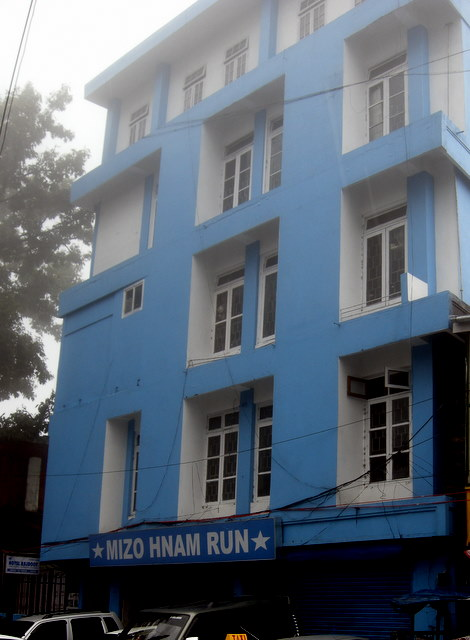
MNFのオフィス

## 政党
1990年、Laldengaの死により、ゲリラの元リーダーであるゾラムタンガが党首となった。1998年と2003年にMNFは州議会選挙で勝利し、ゾラムタンガは10年間州首相を務めた。2003年の選挙でMNFは州議会の40議席のうち21議席を獲得し、132,505票（31.66パーセント）を得た。MNFはNorth-East Regional Political Frontの一部であったが、その後2007年に脱会している。
2017年の役員は以下の通りである
- 代表：プ・ゾラムタンガ（Pu Zoramthanga）
- 上級副代表：Pu Tawnluia
- 副代表：Pu Tlanghmingthanga 及び R. Lalthangliana博士
- 会計係：Pu Vanlalzawma

MNFは2008年の州議会選挙では大きな敗北を喫し、40議席のうち3議席しか獲得できなかった。そしてインド国民会議が権力を掌握した。また、2013年の州議会選挙でも40議席中5議席の獲得に留まった。彼らは州内の30.65パーセントの得票しか獲得できなかった。この政党は偶像崇拝に非常に強く反対している。

## 全国選挙における役割
2004年インド総選挙で、MNFはミゾラムの唯一つの議席を獲得した。MNFの候補者Vanlalzawmaは182,864票を得票した（52.46%）。MNFはインド人民党（BJP）と統一進歩同盟から距離を置くため、2008年7月22日の信認投票を棄権した。。
2014年インド総選挙では、ミゾラム州の唯一つの議席を得るため、インド人民党を含む7つの政党と共に、統一民主戦線と呼ばれる同盟を組織した。

## 代表の一覧
- Laldenga
  - 第1期： 1986年8月21日 - 1988年9月7日
- ゾラムタンガ（英語版）
  - 第1期： 1998年12月3日 - 2008年12月11日